# Fischerstraße 5 (Lübbenau)

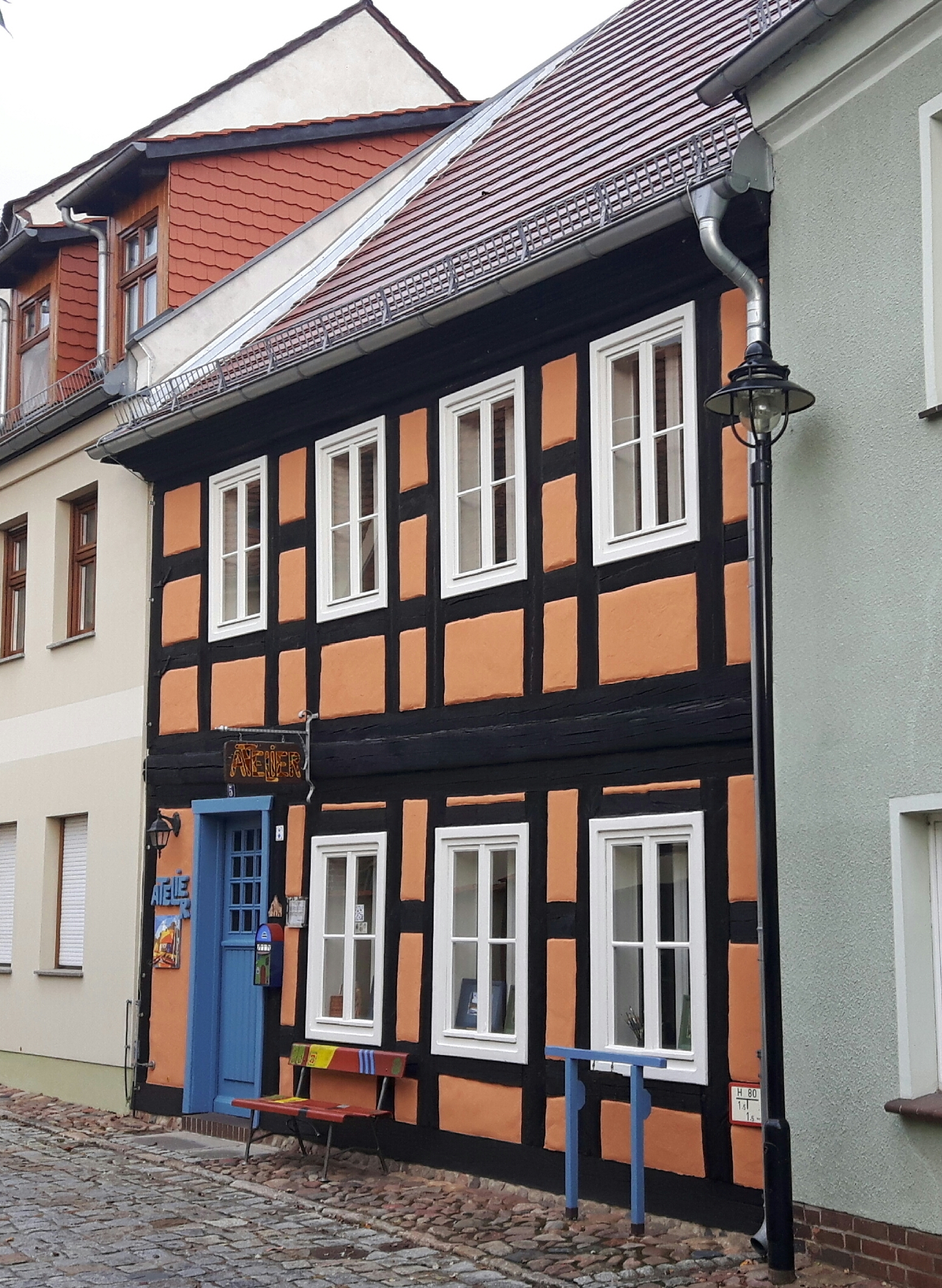
Fischerstraße 5 (2018)

Das Wohnhaus Fischerstraße 5 ist ein unter Denkmalschutz stehendes Gebäude in der Stadt Lübbenau/Spreewald im Landkreis Oberspreewald-Lausitz im Süden des Landes Brandenburg.

## Lage und Geschichte

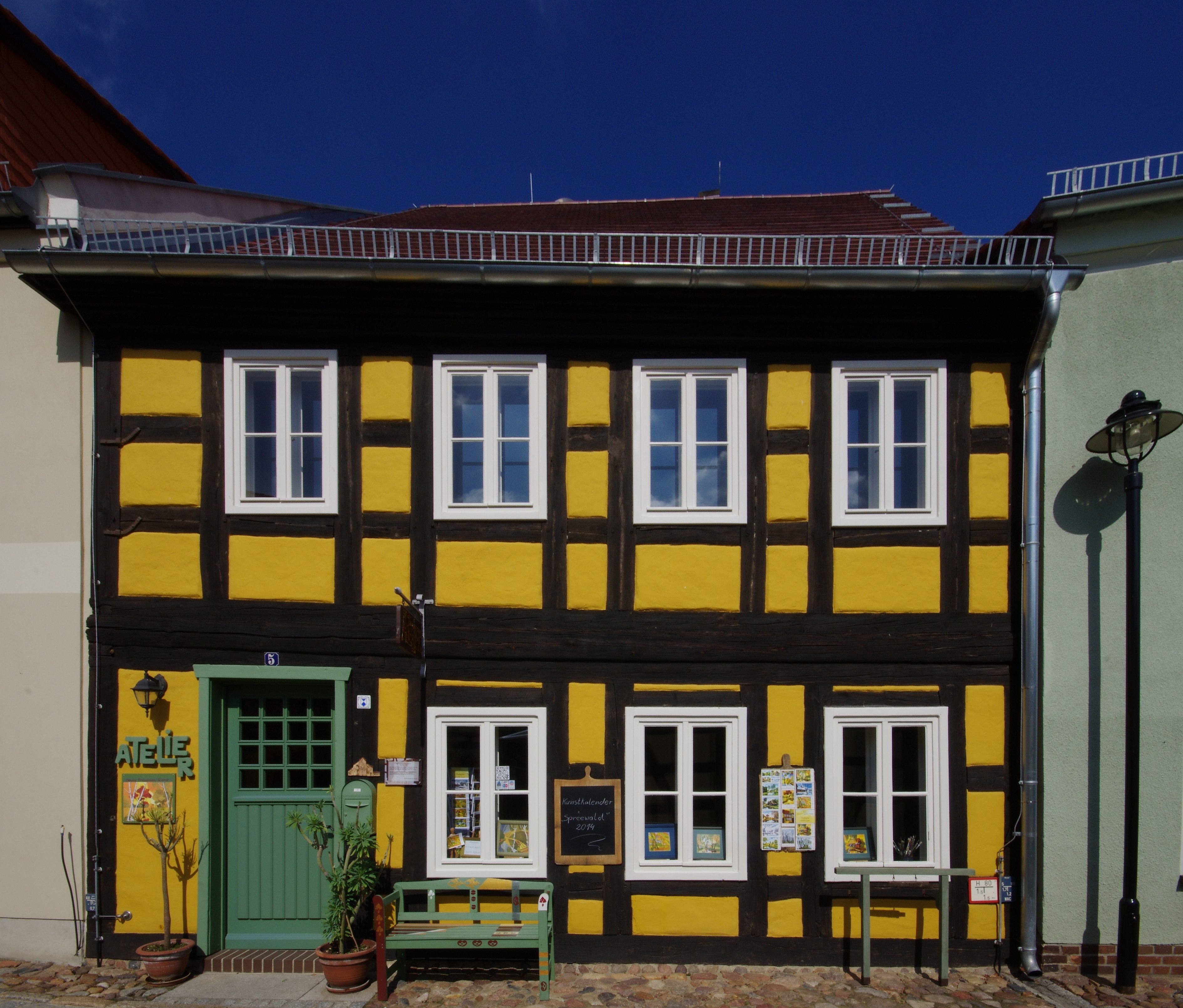
Fischerstraße 5 mit alter Farbgebung (2013)

Das Haus liegt in der Altstadt von Lübbenau in der Nähe des Torbogens kurz hinter dem Abzweig der Fischerstraße vom Topfmarkt. Das Brandenburgische Landesamt für Denkmalpflege und Archäologische Landesmuseum datiert die Entstehung des Gebäudes auf die zweite Hälfte des 18. Jahrhunderts. Bei dem Bau handelt es sich um einen zweigeschossigen Fachwerkbau mit vier Achsen unter Satteldach. Das Gebäude ist Teil einer Häuserzeile. Im Innenhof des Hauses befinden sich eine Scheune und ein Brunnen aus dem Jahr 1785.
Ursprünglich wurde das Gebäude von der Leineweberfamilie Hollmach bewohnt, die mehrere Felder im Spreewald besaß. Das Haus wird heute von einer Künstlerin bewohnt, die in dem Haus ihr Atelier betreibt und dort Bilder ausstellt. Diese sanierte das Haus im Jahr 2000. Des Weiteren wird das Gebäude als Ferienhaus vermietet.